# 턱두힘살근
턱두힘살근(digastric muscle, digastricus), 또는 악이복근(顎二腹筋)은 턱 아래에 위치한 작은 근육으로, 그 이름은 힘살 두 개로 이루어져 있기 때문에 붙여졌다. "Digastric muscle"이라는 용어는 이 근육만을 나타내지만 두 개의 분리된 근육 힘살로 이루어진 다른 근육들이 존재한다. 그 예로는 샘창자걸이근, 어깨목뿔근, 뒤통수이마근이 있다.
아래턱뼈 몸통 아래에 놓여 있으며 곡선 형태로 꼭지패임에서 턱뼈결합까지 뻗어 있다. 목뿔위근육에 속한다.
턱두힘살근의 힘줄 양쪽에서는 넓은 널힘줄이 나와 몸과 목뿔뼈의 큰뿔(greater cornu)에 붙는다. 이 널힘줄은 suprahyoid aponeurosis라고 부른다.

## 구조
턱두힘살근은 중간의 둥근 힘줄에 의해 결합된 두 개의 근육 힘살로 이루어져 있다.
턱두힘살근의 두 힘살은 발생학적인 기원이 서로 다르며, 따라서 서로 다른 뇌신경이 분포한다.
각 사람마다 오른쪽과 왼쪽 턱두힘살근이 있다. 대부분의 해부학적 논의에서 사람이 실제로 해당 근육을 두 개(오른쪽에 하나, 왼쪽에 하나) 가지고 있는 경우에도 한 근육으로 간주하여 단수형을 사용한다. 예를 들어, 각 어깨에 하나의 어깨세모근이 있지만 보통 단수형으로 'deltoid'라고 쓴다. 마찬가지로 좌우에 턱두힘살근이 있어도 단수형으로 'digastric'이라고 쓴다.

### 뒤힘살
길이가 앞힘살보다 긴 뒤힘살(posterior belly)은 머리뼈의 아랫면, 관자뼈의 꼭지돌기 안쪽에 위치하는 꼭지패임에서 일어난다. 뒤힘살은 귀밑샘과 얼굴신경의 뒤쪽에 위치한다. 꼭지패임은 꼭지돌기와 붓돌기의 사이에 있는 깊은 고랑이다. 꼭지패임은 'digastric groove'나 'digastric fossa'로도 불린다.
뒤힘살에는 얼굴신경 턱두힘살근가지가 분포한다.
턱두힘살근은 턱에서 관자뼈의 꼭지돌기에서 아래턱뼈까지 뻗어 있으며, 그 중간에서 목뿔뼈에 부착된 힘줄도르래(tendinous pulley)를 통과하는 힘줄이 된다. 뒤힘살은 둘째 인두활에서 발생한다.

### 앞힘살
앞힘살(anterior belly)은 아래턱뼈의 아래쪽 경계 안쪽의 움푹 들어간 부분인 아래턱뼈 턱두힘살근오목(digastric fossa of mandible)에서 일어나 아래뒤쪽으로 주행한다.
분포하는 신경은 턱목뿔근신경이다. 턱목뿔근신경은 삼차신경 -> 아래턱신경 -> 아래이틀신경 -> 턱목뿔근신경 순서로 갈라져 나온다. 앞힘살은 첫째 인두굽이에서 발생한다.

### 중간힘줄
두 힘살은 붓목뿔근을 관통하는 중간 힘줄로 끝나며, 때때로 점액집(mucous sheath)이 늘어서 있는 섬유질 띠에 의해 몸의 측면, 목뿔뼈의 큰뿔과 연결되어 있다.

### 변이
해부학적 변이가 많다.
뒤힘살은 붓돌기에서 부분적으로 또는 전체가 발생할 수 있고, 근육 슬립(muscle slip)에 의해 중간인두수축근이나 아래인두수축근에 연결될 수 있다. 앞힘살은 두 개거나, 앞힘살에서 발생한 여분의 미끄러짐이 턱 또는 턱목뿔근으로 전달되거나, 반대쪽의 비슷한 미끄러짐과 교차(decussate)할 수 있다. 앞힘살이 없고 뒤힘살은 턱이나 목뿔뼈의 중앙에 닿을 수 있다.
대개 붓목뿔근을 관통하는 중간힘줄은 붓목뿔근 앞쪽으로 지나갈 수 있으며 드물게는 뒤쪽으로 지나갈 수 있다.

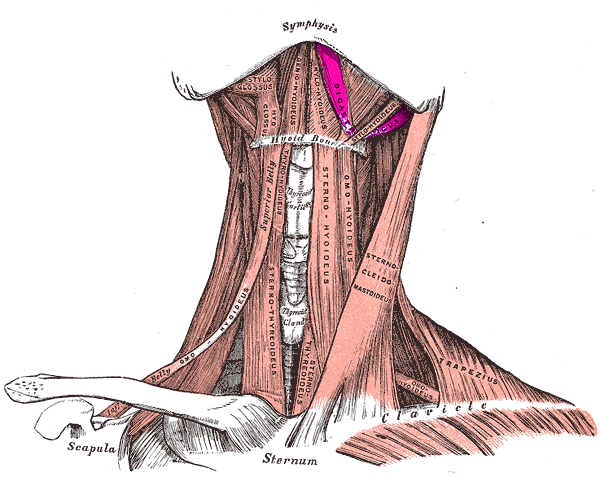
턱두힘살근을 앞에서 본 모습

### 목의 삼각
턱두힘살근은 앞목삼각을 세 개의 더 작은 삼각형으로 나눈다.
1. 아래턱뼈 몸체의 아래쪽 경계를 위쪽 경계로 하는 턱밑삼각(또는 턱두힘살근삼각)의 아래쪽 경계는 턱두힘살근의 뒤힘살과 붓목뿔근이며, 앞쪽 경계는 턱두힘살근 앞힘살이다.
2. 목동맥삼각의 위쪽 경계는 턱두힘살근 뒤힘살과 붓목뿔근이며, 뒤쪽 경계는 목빗근 앞모서리, 아래쪽 경계는 어깨목뿔근 위힘살이다.
3. 턱끝밑삼각의 가쪽 경계는 앞힘살이며, 안쪽 경계는 목뿔뼈에서 턱뼈결합까지 잇는 목의 정중선, 그리고 아래쪽 경계는 목뿔뼈의 몸통이다.
4. 근육삼각의 앞쪽 경계는 목뿔뼈에서 복장뼈까지의 목 정중선, 뒤쪽 경계는 목빗근의 앞쪽 경계, 위쪽 경계는 어깨목뿔근의 위힘살이다.

## 기능
턱두힘살근은 말하기, 삼키기, 씹기 및 호흡과 같은 복잡한 턱의 동작에 관여한다.
턱두힘살근이 수축하면 목뿔뼈를 들어올린다.
목뿔뼈가 목뿔아래근육들에 의해 고정되어 있다면 턱두힘살근이 수축했을 때 아래턱뼈를 눌러 입을 열게 하는 경향이 있다.

## 다른 동물들에서
턱두힘살근은 다양한 동물에 존재하며 근육이 붙는 부위는 다를 수 있다. 예를 들어, 오랑우탄에서는 뒤힘살이 목뿔뼈보다는 아래턱뼈에 붙는다.

## 참고 문헌
이 문서는 현재 퍼블릭 도메인에 속하는 그레이 해부학 제20판(1918) page 391의 내용을 기초로 작성된 글이 포함되어 있습니다.
1. ↑  Schiraldi, Michael; Baron, Eli M.; Vaccaro, Alexander R. (2018년 1월 1일).  Baron, Eli M.; Vaccaro, Alexander R., 편집. 《Procedure 5 - Anterior C1-C2 Arthrodesis: Lateral Approach of Barbour and Whitesides》. Operative Techniques (영어). Philadelphia: Elsevier. 36–40쪽. ISBN 978-0-323-40066-4.
2. ↑  Younai, Soheil S.; Seckel, Brooke R. (2010년 1월 1일).  Weinzweig, Jeffrey, 편집. 《Chapter 64 - Surgical Anatomy of the Facial Nerve》 (영어). Philadelphia: Mosby. 427–430쪽. ISBN 978-0-323-03470-8.